# Fotö
Fotö é uma ilha da província da Bohuslän, situada no Arquipélago do Norte de Gotemburgo, no Categate. Esta pequena ilha está ligada a Hönö por uma ponte. Tinha 637 habitantes em 2018 e uma área de 35 quilômetros quadrados. Pertence a comuna de Öckerö.